# Insula Marajó
Insula Marajó este o insulă de coastă situat la gura de vărsare a fluviului Amazon în Brazilia. Este o parte din statul Pará.

## Geografia

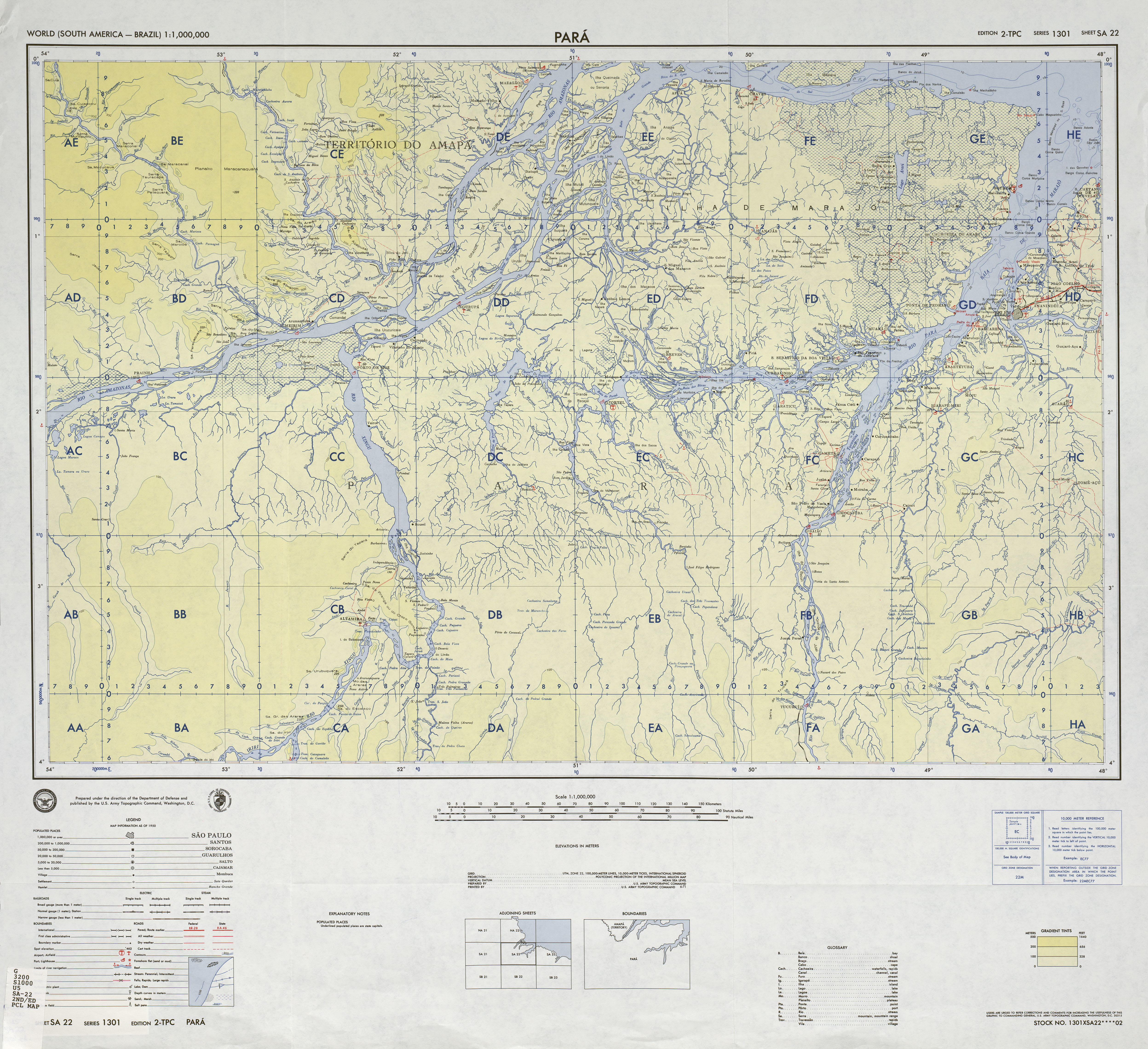
O hartă detaliată cu Insula Marajó

Cu o suprafață de 40.100 km2, care se compară cu dimensiunea Elveției, aceasta este cea mai mare insulă de coastă din Brazilia. Deși coastele sale de nord-est se confruntă cu Oceanul Atlantic, fluxul Amazonului este atât de mare încât apa nu este sărată la o oarecare distanță de țărm. Orașul Belém se află la sud, dincolo de ramificația de sud (de asemenea numită Râul Pará) de la gura Amazonului. Insula stă aproape direct pe Ecuator.
Împreună cu insulele vecine mai mici, separate de Marajó de râuri, aceasta face Arhipelagul Marajó, cu o suprafață totală de 49.602 km2.
Mari părți din insule sunt inundate în timpul sezonului ploios, din cauza nivelului mai mare de apă al fluviului Amazon de-a lungul coastei și a ploilor abundente din interior.
Partea de est a insulei este dominată de vegetație de savană. Aceasta este, de asemenea, localizarea lacului Arari, care are o suprafață de 400 km2 dar se micșorează cu 80 la sută în timpul sezonului uscat. În prezent, există efective mari de bivoli domesticiți pe insulă. Partea vest a insulei este caracterizată prin păduri várzea (inundate) și ferme mici. Acolo sunt produse lemn și açaí.
La nord de zona de savană sunt mlaștini de palmier, în principal cu palmieri Buriti (Mauritia flexuosa) și Euterpe oleracea. În timpul sezonului ploios, mlaștinile sunt inundate la un metru înălțime. Ecologia acestor mlaștini este cunoscută prea puțin.
Există 20 de râuri mari pe insulă. Din cauza nivelurilor oscilante ale apei și inundațiilor periodice, multe așezări sunt construite pe piloni (Palafitas).
Cele mai importante orașe sunt în sud-estul insulei: Soure, Salvaterra și cel mai mare oraș, Breves. Acestea dispun de o infrastructură turistică de bază și sunt populare datorită plajelor singuratice.

## Demografia
Populația totală a insulei este de 250.000 locuitori.

## Istoria
Insula a fost locul unei societăți pre-columbiene avansate, cultura Marajoara.